# Харкарой-Лам
Харкарой-Лам (чечен. Хьаркъаройн лам) — горная вершина расположенная на границе Веденского района Чечни и Ботлихского района Дагестана. К югу от озера Кезенойам. Высота горы над уровнем моря составляет 2604 метра.

## Общие сведения
Высшая точка горы называется «Овдалайн корта» (чечен. Ӏовдалайн корта) — вершина отшельников. На вершине когда-то находился монастырь. Здесь, на скалистых утесах довольно пологой горы Харкарой-лам, расположены руины памятников чеченской архитектуры и возвышается боевая башня.